# 崖州中心漁港
崖州中心漁港位於中華人民共和國海南島三亞市，用地約1663畝，于2013年6月2日开工建设，2016年8月1日完工，年鱼货卸港量8万吨，可同時停泊800艘以上漁船補給，是江南最大單一漁業基地。

## 軍民兩用
早在2005年底三亞市黨委就有意推動客運、貨運和漁港「三港分離」工程，凤凰岛国际客运港已經啟用，南山货运港也已經硬體完工，2016年的崖州中心漁港是最後拼圖，港內有渔港水产品加工流通園區、海洋創新電子商務站、水產品保稅倉庫，同時南海爭端發酵後工程建設加快，中共海南省委書記羅保銘指示須在南海仲裁案後立即啟用。
德國之聲報導認為中國認知到南海爭端其實衝在衝突爆發現場的都不是軍艦戰機，而是一般漁船，所以大量招募南海海上民兵成為政策，而此處就是他們的總基地，許多海上民兵就是現役解放軍或是退役後立即加入的，有海軍專業監控和戰術技能，由於無法分辨，所以外界一無所知其規模有多少人，但可確信透過這些大量「前線漁民」加固過的漁船甚至輕武器和隨時通報的通訊裝置，能在民對民或民對海警的小衝突中取勝，一邊捕魚一邊實質拓展南海佔領存在，很難有人發表反對，將大大壓迫其他南海爭端國。